# Агостіно Кодацці
Агостіно Кодацці Бартолотті, відомий також як Агустін Кодацці (ісп. Agustín Codazzi; 12 липня 1793, Луго, провінція Равенна, Емілія-Романья — 7 лютого 1859, Еспіріту-Санту, Колумбія) — італійський військовий, дослідник і географ, який брав участь у Наполеонівських війнах та визволенні Південної Америки. Він, зокрема, виготовив карти Венесуели та Колумбії.
Похований у Національному пантеоні Венесуели.